# 코빌레

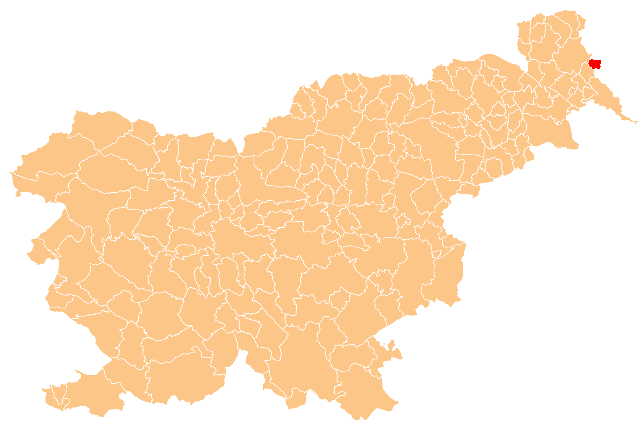
코빌레의 위치

코빌레(슬로베니아어: Kobilje, 헝가리어: Kebeleszentmárton 케벨레센트마르톤[*])는 슬로베니아의 도시로 면적은 19.7km2, 높이는 385m, 인구는 570명(2002년 기준), 인구 밀도는 28.9명/km2이다.